# Mini John Cooper Works Rally Plus
La Mini John Cooper Works Rally Plus è un fuoristrada da competizione costruito dalla scuderia tedesca X-raid secondo le norme FIA del Gruppo T1+ (veicoli fuoristrada prototipi) a partire dal 2023.

## Contesto
La X-raid è una scuderia automobilistica tedesca fondata da Sven Quandt, membro della famiglia che controlla il gruppo BMW. Per il gruppo tedesco svolge a partire dal 2002 il ruolo di team ufficiale in diverse competizioni rally raid, in particolare nel Rally Dakar, rappresentando inizialmente il marchio BMW e successivamente il marchio Mini. Nell'ambito di questa collaborazione il team tedesco ha costruito diversi fortunati veicoli da competizione, tra i quali la BMW X3 CC, la Mini ALL4 Racing, la Mini John Cooper Works Rally e la Mini John Cooper Works Buggy. 
A partire dal 2022, con la nascita della Q Motorsport, scuderia sempre di proprietà di Sven Quandt che ha partecipato al Rally Dakar in qualità di team ufficiale Audi, il progetto X-raid è stato ridimensionato, pur rimanendo attivo. Ciononostante l'anno successivo la scuderia ha presentato un nuovo modello, la Mini John Cooper Works Rally Plus, che ha fatto il suo debutto nelle competizioni al Rally Dakar 2023.

## Descrizione
Prima del lancio della Mini John Cooper Works Rally Plus il modello di punta della X-raid era la Mini John Cooper Works Buggy, che rappresentava una rottura rispetto al passato per essere un buggy a due ruote motrici rispetto ai più massicci fuoristrada a quattro ruote motrici costruiti dall'azienda tedesca. La JCW Rally Plus rappresenta invece un ritorno alle origini, dal momento che può essere considerata un'evoluzione della Mini John Cooper Works Rally.
Come la JCW Rally, la JCW Rally Plus presenta un corpo vettura ispirato alla seconda generazione della Mini Countryman. Rispetto alla sua antenata, tuttavia, presenta un'aerodinamica più evoluta, con un corpo vettura più largo, prestazioni migliorate e pneumatici più larghi.
Inizialmente la JCW era equipaggiata con un motore diesel BMW B57 già utilizzato sui modelli precedenti. A partire dal 2024 è stata tuttavia introdotta una nuova versione equipaggiata con un motore a benzina BMW S58, già utilizzato, tra le altre, su modelli come la BMW M3 e la BMW M4. La nuova versione, denominata Mini John Cooper Works Rally Plus 3.0i (mentre la precedente è stata rinominata Mini John Cooper Works Rally Plus 3.0d) è il primo modello nella storia della X-raid ad essere equipaggiato con un motore a benzina.

## Attività sportiva
La Mini John Cooper Works Rally Plus ha fatto il suo debutto al Rally Dakar 2023. Rispetto alle sue antenate, può vantare un palmarès di minor pregio. I motivi di ciò sono da ricondurre al fatto che il modello è stato lanciato in una fase di ridimensionamento da parte del team tedesco che lo ha portato, tra le altre cose, a passare da un modello di piloti pagati a un modello di piloti paganti. Attualmente tra i migliori risultati della Mini John Cooper Works Rally Plus ci sono un nono posto al Rally Dakar 2023, un secondo posto al BP Ultimate Rally-Raid e tre terzi posti al Sonora Rally, alla Desafío Ruta 40 e al Rally del Marocco.